# Röhm RG-14
Röhm RG-14 — шестизарядный револьвер двойного действия под патрон .22, ранее производившийся и продававшийся компанией Röhm Gesellschaft из Зонтхайма/Бренца, Германия. Он примечателен тем, что именно из этого оружия Джон Хинкли-младший выстрелил в Рональда Рейгана 30 марта 1981 года. До 1968 года оружие производилось в Германии. Закон о контроле над оружием 1968 года запрещал его импорт в США, поэтому впоследствии его стали производить на заводе Röhm в Майами.
RG-14 в разговорной речи называют Saturday night special, общей категорией дешевых, низкокачественных пистолетов. Рама изготовлена из цинкового сплава, со стальным стволом, курком и спусковым крючком. Он был предназначен для использования патронов .22 Short, Long или Long Rifle .
RG-14 имел откидной барабан, который крепился к рамке штифтом, проходящим через всю его длину, а не защелкой под стволом, как это обычно бывает в револьверах двойного действия. Чтобы зарядить оружие, пользователь должен был отвинтить и снять штифт, повернуть барабан и вставить патрон в каждую камеру, затем защелкнуть его и завинтить штифт обратно на место. RG-14 также не имел эжектора, что означало, что каждую стреляную гильзу или невыстреленный патрон приходилось вручную выталкивать из барабана штифтом или аналогичным инструментом во время разряжения/перезарядки.
RG-14 выпускался в короткоствольной конфигурации со стволом длиной 1,5 дюйма (3,8 см), а также в более типичной конфигурации со стволом длиной 3 дюйма (7,6 см).